# Chaerophyllum elegans
Chaerophyllum elegans är en flockblommig växtart som beskrevs av Jean François Aimée Gottlieb Philippe Gaudin. Chaerophyllum elegans ingår i släktet rotkörvlar, och familjen flockblommiga växter. Inga underarter finns listade i Catalogue of Life.